# Jean Graczyk
Jean Graczyk (ur. 26 maja 1933 w Neuvy-sur-Barangeon, zm. 27 czerwca 2004 w Vignoux-sur-Barangeon) – francuski kolarz szosowy polskiego pochodzenia, wicemistrz olimpijski.

## Kariera
Największy sukces w karierze Jean Graczyk osiągnął w 1956 roku, kiedy reprezentacja Francji w składzie: Michel Vermeulin, Jean-Claude Lecante, René Bianchi i Jean Graczyk zdobyła srebrny medal w drużynowym wyścigu na dochodzenie podczas igrzysk olimpijskich w Melbourne. Był to jedyny medal wywalczony przez Graczyka na międzynarodowej imprezie tej rangi oraz jego jedyny start olimpijski. Jako zawodowiec startował w latach 1957–1969. Zaliczał się do kategorii sprinterów, dobrze finiszujących z peletonu. Dwukrotnie wygrywał klasyfikację punktową Tour de France, w 1958 i 1960. Był także zwycięzcą etapów w innych znanych wyścigach, m.in. Paryż-Nicea i Vuelta a España. W wyścigach klasycznych (jednodniowych) był m.in. drugi w Mediolan-San Remo (1960) i Strzale Walońskiej (1961). W 1956 roku został mistrzem Francji amatorów, a w roku 1959 wygrał w klasyfikacji generalnej Wyścigu Paryż-Nicea.
Od momentu urodzenia aż do 23 czerwca 1949 roku posiadał tylko obywatelstwo polskie. Dopiero w 1949 roku uzyskał francuskie obywatelstwo. Jego wnuk Vincent Graczyk również jest kolarzem.